# Bernard Knitter

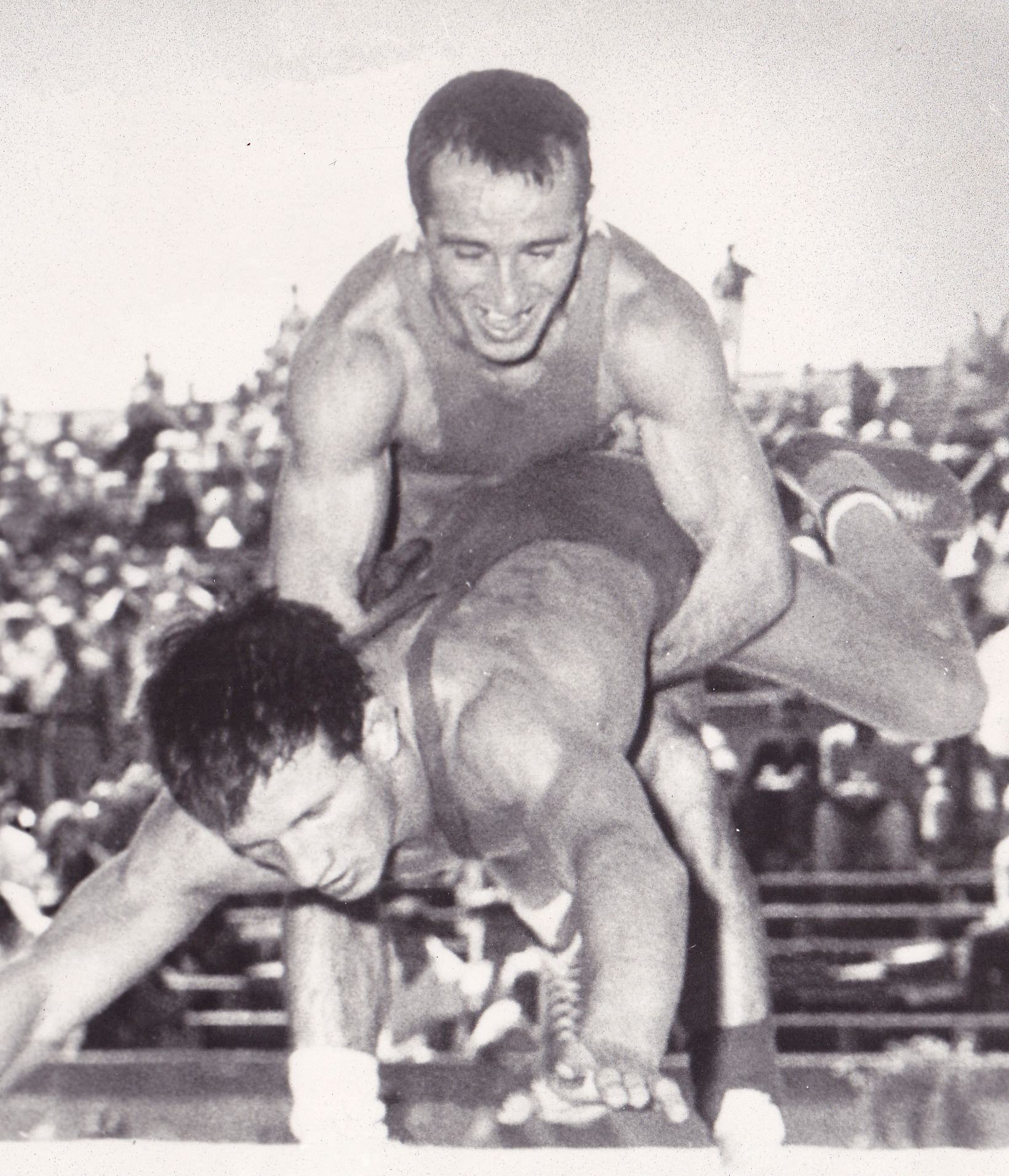
Bernard Knitter gegen Gilberto Gramellini, 1960

Bernard Knitter (* 28. Februar 1938) ist ein ehemaliger polnischer Ringer. Er war Gewinner einer Bronzemedaille bei den Weltmeisterschaften 1965.

## Werdegang
Bernard Knitter wuchs in Danzig auf und besuchte ein Technikum in Krakau, wo er zum Ingenieur ausgebildet wurde. In Danzig begann er als Jugendlicher 1950 mit dem Ringen. Sein erster Trainer bei Spójnia Gdańsk war Jan Majewicz. Im Laufe seiner Karriere rang er auch für die Vereine Siła Mysłowice, Górnik Wesoła und Zagłębie Wałbrzych. 1957 wurde er erstmals polnischer Meister im Fliegengewicht im freien Stil. 1959 wechselte er in den griechisch-römischen Stil und wurde im selben Jahr polnischer Meister im Bantamgewicht.
1960 qualifizierte sich Bernard für die Olympischen Spiele in Rom. Er kam dort bis in die 5. Runde und belegte nach Niederlagen gegen Gilberto Gramellini aus Italien u. Ion Cernea aus Rumänien den 7. Platz. In den Jahren 1961 bis 1964 vertrat er Polen bei den Weltmeisterschaften in Yokohama, Toledo/USA und Helsingborg und den Olympischen Spielen in Tokio. Er startete dabei jeweils im Bantamgewicht. Er lieferte eine ganze Reihe von guten Kämpfen, konnte aber nur Plätze zwischen 5 (1961) und 11 (1964) belegen. 1961 besiegte er im Rahmen eines Städtekampfes Warschau gegen Moskau den sowjetischen Spitzenringer Vladlen Trostjanski nach Punkten.
1965 gelang ihm bei den Weltmeisterschaften in Tampere der größte Erfolg seiner Laufbahn. Er gewann dort verdientermaßen die Bronzemedaille, die er bei den Weltmeisterschaften 1966 in Toledo/USA mit einem 4. Platz nur knapp verfehlte.
Mit zwei Starts bei den Europameisterschaften 1967 und 1968, bei denen er im Federgewicht startete, schloss Bernard Knitter seine Laufbahn ab. Er arbeitete anschließend bei „Górnik“ Wesoła und „Zagłębie“ Wałbrzych als Trainer.

## Internationale Erfolge
(OS = Olympische Spiele, WM = Weltmeisterschaft, EM = Europameisterschaft, F = Freistil, GR = griech.-röm. Stil, Ba = Bantamgewicht, Fe = Federgewicht, damals bis 57 kg bzw. 62 kg Körpergewicht)
- 1959, 4. Platz, Turnier in Split, GR, Ba, hinter Imre Hódos, Ungarn, Ion Cernea, Rumänien u. Sahrettin Özden, Türkei u. vor Velkow, Bulgarien u. Klaus Scherer, BRD;
- 1960, 7. Platz, OS in Rom, GR, Ba, mit Siegen über Imre Hódos u. Reimo Tuominen, Finnland, einem Unentschieden gegen Masamitsu Ichiguchi, Japan u. Niederlagen gegen Gilberto Gramellini, Italien u. Ion Cernea;
- 1961, 5. Platz, WM in Yokohama, GR, Ba, mit Siegen über Sahrettin Özden u. Masamitsu Ichiguchi u. Niederlagen gegen Ion Cernea u. Oleg Karawajew, Sowjetunion;
- 1962, 2. Platz, „Wladislaus-Pytalinski“-Turnier in Warschau, GR, Ba, hinter Edvin Vesterby, Schweden;
- 1962, 7. Platz, WM in Toledo/USA, GR, Ba, mit einem Sieg über Michele Toma, Italien, einem Unentschieden gegen Kamal Ali El Sayed, Ägypten u. einer Niederlage gegen Masamitsu Ichiguchi;
- 1963, 9. Platz, WM in Helsingborg, GR, Ba, mit einem Unentschieden gegen Johnny Nielsen, Dänemark u. Niederlagen gegen Eckhard Thorun, DDR u. Kōji Sakurama, Japan;
- 1964, 1. Platz, „Klippan“-Turnier in Klippan/Schweden, GR, Ba, vor Korhonen, Schweden u. Fritz Stange, BRD;
- 1964, 2. Platz, „Iwan-Poddubny“-Turnier in Moskau, GR, Ba, hinter Oleg Karawajew u. vor Maltresow, beide UdSSR;
- 1964, 11. Platz, OS in Tokio, GR, Ba, mit einem Sieg über Siavah Shafizadeh, Iran u. Niederlagen gegen Ion Cernea u. Vladlen Trostjanski, UdSSR;
- 1965, 3. Platz, WM in Tampere, GR, Ba, mit Siegen über Johnny Nielsen, Tsvetko Paschkulew, Bulgarien u. Ilhan Topsakal, Türkei, einem Unentschieden gegen Kōji Sakurama u. einer Niederlage gegen Ion Cernea;
- 1966, 4. Platz, WM in Toledo/USA, GR, Ba, mit Siegen über Charles Coffee, USA u. Heinrich Theuretzbacher, Österreich u. Niederlagen gegen Risto Björlin, Finnland u. Kōji Sakurama;
- 1967, 2. Platz, „Wladislaus-Pytalinski“-Turnier in Warschau, GR, Ba, hinter Zakarjan, UdSSR u. vor Pogorelow, UdSSR,
- 1967, 7. Platz, EM in Minsk, GR, Fe, mit Siegen über Svend Skrydstrup, Dänemark u. Lothar Schneider, DDR u. Niederlagen gegen Serzhik Agamow, UdSSR u. Simion Popescu, Rumänien;
- 1968, 11. Platz, EM in Västerås, GR, Fe, mit einem Sieg über Öistein Davidsen, Norwegen, einem Unentschieden gegen Leif Freij, Schweden u. einer Niederlage gegen Jiří Švec, Tschechoslowakei

## Polnische Meisterschaften
Bernard Knitter wurde zwischen 1957 und 1965 sechsmal polnischer Meister, einmal im freien Stil und fünfmal im griechisch-römischen Stil.